# Les del traster
Les del traster és una sèrie de televisió produïda per 3Cat, en col·laboració amb Brutal Media, que es va estrenar íntegrament i en exclusiva a la plataforma el 9 de març de 2024. Consta de sis episodis que combinen la ficció de la comèdia de situació amb entrevistes a personatges reals en format de videopòdcast.
El nom de la producció es va anunciar l'octubre de 2023 durant l'estrena de la plataforma.

## Sinopsi
La trama se centra en la vida de tres amics que comparteixen un pis a l'Eixample de Barcelona. Quan es veuen obligats a buscar un quart inquilí per fer front a l'augment del preu del lloguer, es troben amb candidats que també estan interessats a llogar l'espai del traster. Cada capítol de la sèrie gira entorn d'un tema específic, com l'accés a l'habitatge, la precarietat laboral, l'assetjament a les xarxes socials, entre d'altres.

## Repartiment
Inquilins del pis
- Martina Roura com a Sara
- Óscar Balanyà com a Dani
- Carla Pueyo com a Elena

Convidats especials
- Blanca Guilera, creadora de contingut i divulgadora cultural
- Maria Rubio (Miare), youtubera
- Ander Puig, actor
- Edu Esteve, cantant i compositor[6]
- Lihem Giménez (Miss Afro Girl), activista antiracista i creadora de contingut
- Alba Riera, periodista

## Capítols
| Núm. | Títol                | Direcció         | Guió                                               | Data d'estrena original |
| --- | -------------------- | ---------------- | -------------------------------------------------- | ----------------------- |
| 1 | «Generació de vidre» | Juliet M. Planas | Júlia Cot, Marc Martínez-Campayo, Juliet M. Planas | 9 de març de 2024       |
| L'Elena, el Dani i la Sara conviuen de manera més o menys tranquil·la en un pis de l'Eixample de Barcelona, fins que la notícia de la pujada del preu del lloguer fa saltar pels aires la precària estabilitat. |                      |                  |                                                    |                         |
| 2 | «Odi a les xarxes»   | Juliet M. Planas | Júlia Cot, Marc Martínez-Campayo, Juliet M. Planas | 9 de març de 2024       |
| El Dani i la Sara, sobrepassats per la seva precària economia, no els quedarà més remei que acceptar la proposta de l'Elena i posar a llogar el traster.                                                        |                      |                  |                                                    |                         |
| 3 | «LGBTIQ+»            | Juliet M. Planas | Júlia Cot, Marc Martínez-Campayo, Juliet M. Planas | 9 de març de 2024       |
| En Dani s'ha quedat sense feina i l'Elena té l'excusa perfecta per animar-lo: fer una festa a casa per celebrar l'Orgull.                                                                                       |                      |                  |                                                    |                         |
| 4 | «Salut mental»       | Juliet M. Planas | Júlia Cot, Marc Martínez-Campayo, Juliet M. Planas | 9 de març de 2024       |
| El Dani i la Sara descobreixen que l'Elena els ha enganyat amb el tema de la pujada del lloguer. |                      |                  |                                                    |                         |
| 5 | «Racisme»            | Juliet M. Planas | Júlia Cot, Marc Martínez-Campayo, Juliet M. Planas | 9 de març de 2024       |
| La Sara, dolguda per la traïció, decideix marxar del pis. L'Elena intentarà persuadir-la perquè es quedi. |                      |                  |                                                    |                         |
| 6 | «Habitatge»          | Juliet M. Planas | Júlia Cot, Marc Martínez-Campayo, Juliet M. Planas | 9 de març de 2024       |
| En Dani ha decidit passar a l'acció i ha posat un parany perquè la Sara i l'Elena facin les paus. |                      |                  |                                                    |                         |